# 福田信夫
福田 信夫（ふくだ のぶお、1958年12月9日 - ）は、日本の経営者。

## 経歴
宮崎県出身。1981年に東京大学理学部化学科を卒業し、同年に三菱化成工業に入社。
2017年4月に三菱化学物流社長に就任し、2019年4月に三菱ケミカル代表取締役兼常務執行役員に就任した。2016年4月に上席執行役員に就任し、常務執行役員、取締役を経て、2022年4月から三菱ケミカルホールディングス代表執行役エグゼクティブバイスプレジデントチーフサプライチェーンオフィサーと三菱ケミカル代表取締役に就任した。
2022年に日本化学工業協会会長に就任した。2023年、三菱ケミカルグループ退任。